# Edward Jeffries
Edward Jeffries (Detroit, 3 aprile 1900 – Miami Beach, 2 aprile 1950) è stato un politico statunitense, sindaco di Detroit dal 1940 al 1948.

## Biografia
Edward Jeffries nacque a Detroit il 3 aprile 1900, figlio del giudice Edward J. Jeffries e di Minnie Stott Jeffries. Suo padre era un consigliere e un giudice di lunga data; si era candidato senza successo a sindaco per molte volte, vedendosi come rappresentante delle sottoclassi, e aveva inculcato nel figlio un senso di responsabilità civica.
Il giovane Edward Jeffries frequentò l'Università del Michigan, laureandosi in arte nel 1920, e laureandosi ancora alla facoltà di legge nel 1923. Continuò poi la sua educazione a Londra, nel 1923, dove studiò la common law britannica e il diritto romano. Dopo il suo viaggio in Europa, Jeffries tornò a Detroit per praticare la professione di avvocato. Nel 1929, divenne consulente generale dei Maccabei, posizione che tenne fino alla morte. Nel 1930, sposò Florence O. Bell.

### Carriera politica
Jeffries si candidò per il consiglio comunale di Detroit nel 1932 e rimase nel consiglio per quattro mandati, dal 1932 al 1940. Negli ultimi due mandati fu anche Presidente del consiglio comunale. Mentre era nel consiglio, Jeffries arrivò sotto l'influenza del consigliere di lunga data John C. Lodge. Jeffries era già più moderato di posizioni rispetto al suo padre radicale, desiderava lavorare entro la struttura di potere esistente, e Lodge, che condivideva una simile mentalità politica, era un alleato naturale.
Nel 1939, Jeffries si candidò a sindaco di Detroit contro Richard Reading, presentandosi come riformatore economicamente conservativo e socialmente responsabile. Reading, coinvolto in un immenso scandalo di corruzione che alla fine lo mandò anche in prigione, perse le elezioni per più del doppio dei voti.  Jeffries si candidò a sindaco altre quattro volte, vincendo le tre elezioni successive e rimanendo sindaco dal 1940 al 1948. Il tentativo di un quinto mandato per Jeffries fu ostacolato, e perse contro il consigliere Eugene Van Antwerp. Jeffries fu eletto un'altra volta nel consiglio comunale, nel 1950, ma morì durante il mandato, mentre era in vacanza a Miami Beach.